# Northstar Line
Die Northstar Line (auch Northstar Commuter Rail) ist eine Eisenbahnverbindung des Schienenpersonennahverkehrs in der Metropolregion Minneapolis–Saint Paul des US-amerikanischen Bundesstaats Minnesota. Sie verbindet seit 2009 die Städte Minneapolis und Big Lake.

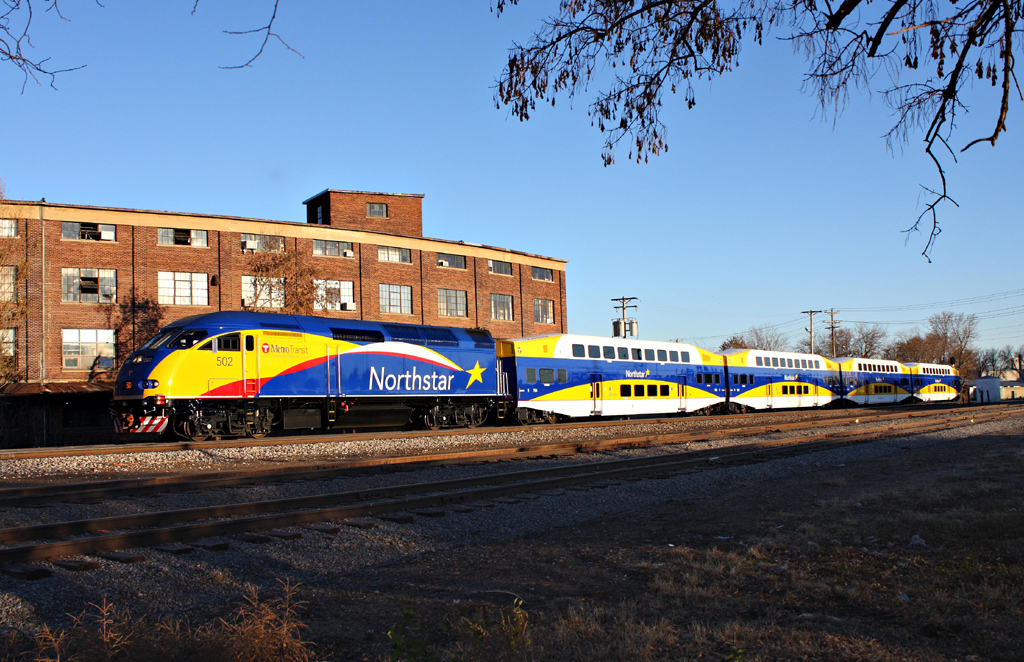
Zug der Northstar Line in Logan Park, Minneapolis (2009)

Linienverläufe von Northstar (orange-braun), Amtrak „Empire Builder“ und Amtrak „Borealis“ (blau) im Bereich der Twin Cities

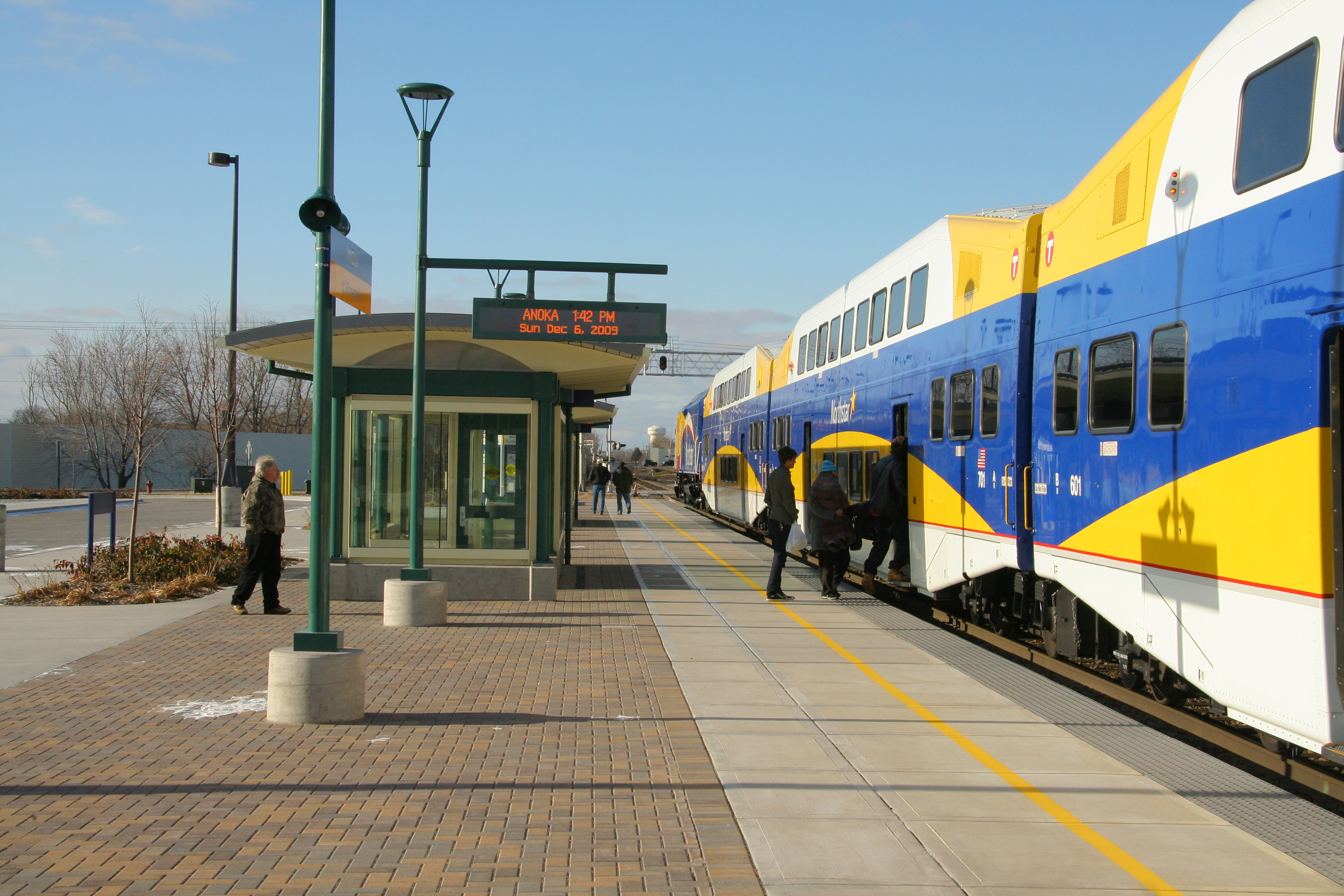
Zug der Northstar Line im Bahnhof Anoka (2009)

Die Fahrzeit für die gesamte Strecke von 64 Kilometern beträgt 51 Minuten. Es werden werktäglich sechs Fahrten pro Richtung angeboten. Sie sind auf Berufspendler ausgerichtet und verkehren ausschließlich in den Hauptverkehrszeiten, dafür dann teilweise auch im Halbstundenabstand. An Wochenenden fahren drei Fahrten pro Richtung über den Tag verteilt. Es gibt zusätzliche Züge bei Sportveranstaltungen der Minnesota Twins und Minnesota Vikings.
Die bedienten Bahnhöfe im Streckenverlauf sind: 
- Minneapolis, Bahnhof Target Field in der Innenstadt am Baseballstadion Target Field, mit Umsteigemöglichkeit zur Metro Green Line und Metro Blue Line
- Fridley
- Coon Rapids
- Anoka
- Ramsey (seit 2012)[3]
- Elk River
- Big Lake

Es werden Wendezüge aus Bombardier-BiLevel-Doppelstockwagen und Lokomotiven des Typs MPI MP36PH-3C eingesetzt.
Auftraggeber des Betriebs von Northstar ist Metro Transit, das ein öffentliches Nahverkehrsnetz mit der Stadtbahn Minneapolis/Saint Paul/Bloomington, mit Stadtbussen und Expressbussen sowie einem Bus-Rapid-Transit-System betreibt. Metro Transit ist ein Verkehrsunternehmen der gesetzlich für die Regionalplanung und den Betrieb regionaler Infrastruktur zuständigen Gebietskörperschaft Metropolitan Council. Die Gleisanlagen und Wegerechte für Northstar befinden sich im Besitz der BNSF Railway, das Betriebspersonal wird von BNSF Railway und das Zugbegleitpersonal von Metro Transit gestellt. Die Fahrzeughalterkennzeichnung (Reporting mark) lautet MNRX.
Der Aufbau des Personenverkehrs auf der vorher nur vom Güterverkehr und dem täglichen Fernreisezug Amtrak „Empire Builder“ genutzten Strecke wurde von der Northstar Corridor Development Authority (NCDA) organisiert, die im Mai 1997 von 30 Countys, Cities, Townships und regionalen Eisenbahnbehörden gegründet worden war. Am 16. November 2009 erfolgte die Inbetriebnahme. Die Strecke sollte ursprünglich über Big Lake hinaus bis ins wesentlich größere St. Cloud gebaut werden, das wurde jedoch aus finanziellen Gründen nicht realisiert.
Mit Stand 2025 untersuchen Metropolitan Council und das Minnesota Department of Transportation eine Umstellung des Zugangebots auf Busverkehr. Hintergrund ist ein starker Rückgang der Fahrgastzahlen seit der 2020 eingetretenen Corona-Krise: Die Zahl der täglichen Fahrgäste sank von zuvor 2.000 bis 3.000 auf nur noch etwa 400. In den drei Monaten Januar bis März 2025 fuhren insgesamt 25.500 Fahrgäste mit der Northstar Line. Gegenüber dem Vorjahreszeitraum sanken die Fahrgastzahlen um 2 %. Im Vergleich von 32 in der Statistik der Branchenvereinigung American Public Transportation Association erfassten Schienenpersonennahverkehrssystemen in den Vereinigten Staaten hatte nur der saisonale Touristenverkehr um Anchorage, Bundesstaat Alaska, weniger Fahrgäste. Im Gesamtjahr 2023 sollen Betriebskosten von 11,6 Millionen US-Dollar Fahrgelderlöse von rund 323.000 Dollar gegenüber gestanden haben.